# Sean Negrette
Sean Negrette (Gibraltar, 17 juni 2002) is een Gibraltarese darter die toernooien van de Professional Darts Corporation en World Darts Federation speelt.

## Carrière
In 2018 wist Negrette tijdens het World Youth Championship van de British Darts Organisation te winnen van Ethan Smith en Stephen Sheerin, alvorens te verliezen van Owen Roelofs. Enkele dagen later wist hij ook in de jongenscompetitie van de World Masters de laatste 32 te bereiken. Ditmaal versloeg hij Gary Sheils, waarna Jurjen van der Velde te sterk bleek.
Op de WDF Europe Youth Cup in 2019 bereikte de Gibraltarees de laatste 16. In hetzelfde jaar nam Negrette voor het eerst deel aan de PDC Development Tour. In 2020 volgde zijn eerste deelname aan het PDC World Youth Championship, waarbij hij in de groepsfase werd uitgeschakeld.
In 2021 nam de Gibraltarees voor het eerst deel aan een televisietoernooi van de Professional Darts Corporation. Tijdens de World Cup of Darts in 2021 vormde Negrette samen met Justin Hewitt het Gibraltarese duo. In de eerste ronde stond het koppel lang op voorsprong, maar uiteindelijk bleken Paul en Harith Lim uit Singapore toch met 5-4 te sterk.
Tijdens de Gibraltar Darts Trophy in 2022 werd Negrette in de eerste ronde uitgeschakeld door Kenny Neyens.

## Resultaten op wereldkampioenschappen
BDO (Jeugd)
- 2018: Laatste 32 (Verloren van Owen Roelofs met 2-3)

PDC (Jeugd)
- 2020: Groepsfase (Verloren van Timo van den Elshout met 4-5 en van Ryan Meikle met 1-5)